# Manuel A. Odría
Manuel Arturo Odría Amoretti (Tarma; 26 de Novembro de 1896 — Lima; 18 de Fevereiro de 1974) foi um oficial militar que serviu como 79º e 81° Presidente do Peru entre 1948-1950 e 1950-1956, governando essencialmente como um ditador militar.

## Biografia
Manuel Odría nasceu em 1896 em Tarma, uma cidade no centro dos Andes, a leste de Lima. Ele se formou primeiro em sua classe na Academia Militar de Chorillos em 1915. Ele se alistou no exército e como tenente-coronel foi um herói de guerra na Guerra Peruano-Equatoriana de 1941. Ele logo alcançou o posto de Major General.
Em 1945, José Bustamante havia alcançado a presidência com a ajuda da Aliança Popular Revolucionária Americana (APRA). Logo, grandes desentendimentos surgiram entre Víctor Raúl Haya de la Torre, o fundador da APRA, e o presidente Bustamante. O presidente dissolveu seu gabinete Aprista e substituiu-o por um majoritariamente militar. Odría, um feroz oponente da APRA, foi nomeado Ministro do Governo e da Polícia. Em 1948, Odría e outros elementos de direita instaram Bustamante a proibir o APRA. Quando o presidente recusou, Odría renunciou ao cargo. Em 27 de outubro de 1948, ele liderou um golpe militar bem-sucedido contra o governo e assumiu a presidência. Depois de dois anos, ele renunciou e fez com que um de seus colegas, Zenón Noriega, assumisse o cargo como presidente fantoche para que pudesse concorrer à presidência como civil. Ele foi devidamente eleito um mês depois como o único candidato.
Odría foi duro com o APRA, agradando momentaneamente à oligarquia e a todos os outros da direita. Como Juan Perón, ele seguiu um curso populista que lhe rendeu grande favor junto aos pobres e às classes mais baixas. Uma economia próspera permitiu-lhe entrar em políticas sociais caras, mas agradáveis às multidões. Ao mesmo tempo, no entanto, os direitos civis na nação foram severamente restringidos e a corrupção era galopante em todo o seu regime. As pessoas temiam que sua ditadura durasse indefinidamente; eles ficaram surpresos quando Odría legalizou partidos de oposição em 1956 e convocou novas eleições. Ele não concorreu para o cargo. Ele foi sucedido por um ex-presidente, Manuel Prado.
Quando as eleições nacionais foram realizadas novamente em 1962, Odría concorreu como um candidato de direita pelo partido Unión Nacional Odriista. Nenhum dos três principais candidatos - Odría, Haya de la Torre e Fernando Belaúnde - recebeu o terço dos votos necessários para vencer com pluralidade. Parecia que Odría ganharia a presidência no Congresso, após ter feito um acordo com Haya de la Torre, mas um golpe militar tirou o presidente Prado do cargo poucos dias antes do término de seu mandato. As eleições foram realizadas novamente em 1963, com os mesmos três candidatos principais. Desta vez, Belaúnde venceu com 39% dos votos.
Durante o governo Belaúnde, Odría fez uma aliança com Haya de la Torre para criar um bloco único de oposição no Parlamento, que ficou conhecido como Coalizão APRA-UNO. Como força política, eles conseguiram criar uma forte oposição parlamentar ao presidente Belaúnde, que foi forçado a fazer concessões importantes à coalizão para que a maior parte de sua legislação patrocinada pelo partido fosse promulgada. A Coalizão sofreu um revés após perder as eleições para prefeito na capital, Lima.
Após o golpe militar que derrubou Belaúnde em 1968, Odría manteve um perfil baixo na política peruana até sua morte em 1974.

## Descendentes atualmente ativos na política peruana
- Enrique Odría Sotomayor[2]